# Microregione di Parecis
Parecis è una microregione dello Stato del Mato Grosso appartenente alla mesoregione di Norte Mato-Grossense.

## Comuni
Comprende 5 comuni:
- Campo Novo do Parecis
- Campos de Júlio
- Comodoro
- Diamantino
- Sapezal